# منطقه طراحی میامی (فلوریدا)
منطقه طراحی میامی (به انگلیسی: Miami Design District) یک منطقهٔ مسکونی در ایالات متحده آمریکا است که در میامی واقع شده‌است. منطقه طراحی میامی ۳٬۵۷۳ نفر جمعیت دارد. مساحت زمین که هم اکنون منطقه طراحی میامی است در گذشته یک مزرعه آناناس در محله ای بود که به آن بوینا ویستا گفته می شد.